# 米尔科·阿利洛维奇
米尔科·阿利洛维奇（1985年9月15日—），克罗地亚男子手球运动员。他曾代表克罗地亚国家队参加2008年和2012年夏季奥林匹克运动会手球比赛，其中2012年奥运会获得一枚铜牌。